# Giovanni Battista Mele
Giovanni Battista Mele   (Nàpols, 1701 - Nàpols, 1752) va ser un compositor italià, actiu a Espanya.
El 25 de novembre, 1710 Giovanni Battista Mele va entrar al "Conservatori dei Poveri di Gesù Crist", va estudiar amb G. Greco i amb Leonardo da Vinci. 1735 Giovanni Battista Mele va treballar a Madrid, ciutat en la qual al costat de F. Corradini (al voltant de 1690-1769) i F. Corselli creant obres per a l'escena en l'estil italià per al teatre local.
Entre aquestes va fer representar: Por amor y por lealtad (1636); Amor, constància y mujer (1737); Il Vello d'oro conquistato (1748); Polifemo (1748) i, Armida placata (1758). A més, deixà, algunes composicions vocals.